# Rio Mngeni
Rio Mngeni o Umgeni é um rio na província de KwaZulu-Natal, África do Sul.